# Andrzej Stawar

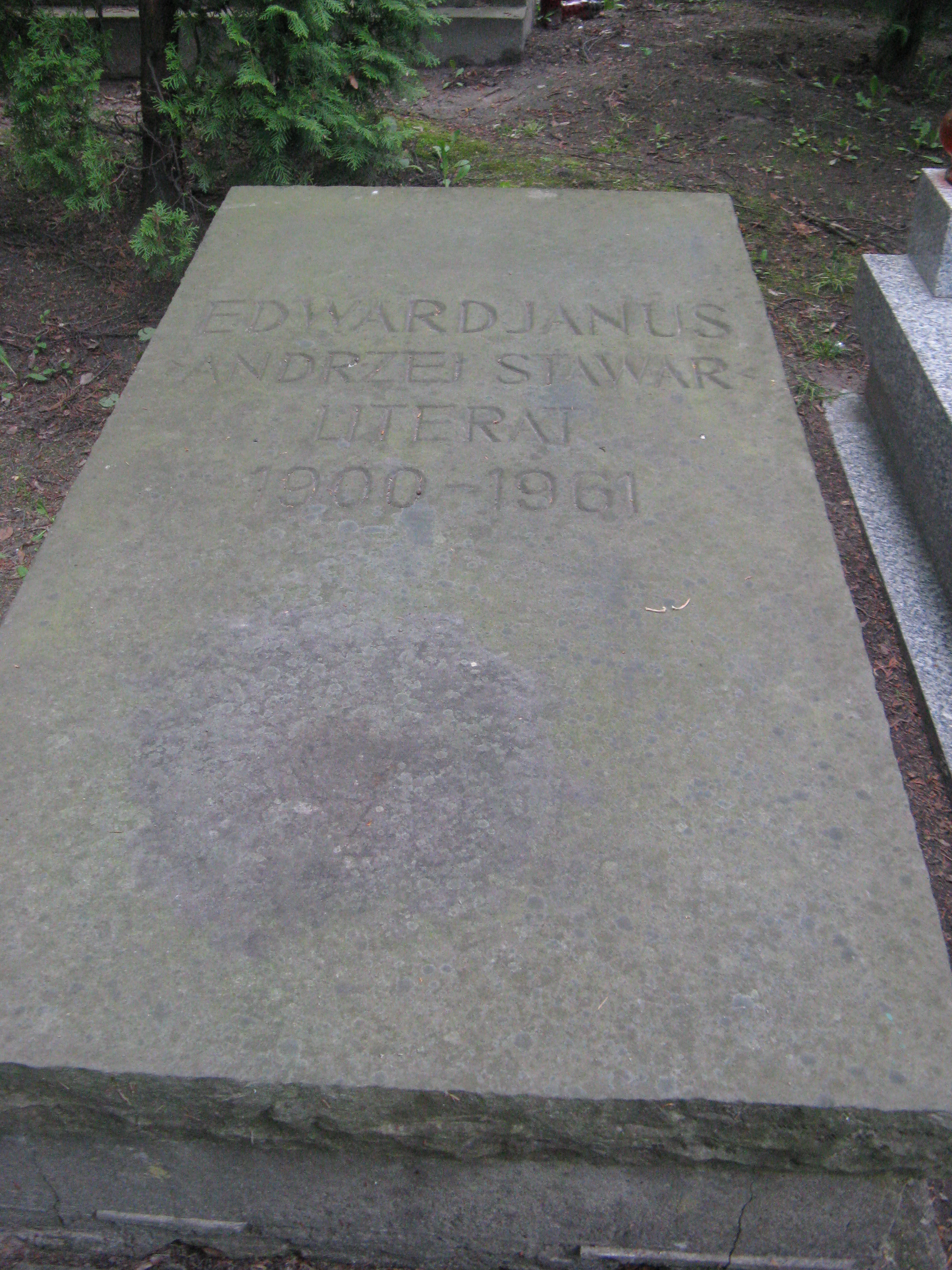
Grób Andrzeja Stawara na Wojskowych Powązkach

Andrzej Stawar, właśc. Edward Janus (ur. 30 kwietnia 1900 w Warszawie, zm. 5 sierpnia 1961 w Saint-Germain-en-Laye) – polski marksista, publicysta, krytyk literacki, tłumacz z jęz. rosyjskiego. Jeden z redaktorów „Miesięcznika Literackiego”, „Nurtu” i współpracownik „Dźwigni”. Członek Komunistycznej Partii Polski (KPP), jedna z najważniejszych postaci przedwojennej lewicowej elity intelektualnej.

## Życiorys
Do 1915 uczył się w gimnazjum, potem przerwał naukę i został robotnikiem. 1919–1922 służył w WP. Ok. 1923 związał się z KPRP/KPP i pracował w jej Centralnej Redakcji. W 1924 pracował w sekretariacie Komunistycznej Frakcji Poselskiej. Publikował w miesięczniku „Nowa Kultura” inspirowanym przez KPP. 10 IX 1931 aresztowany i przez 2 miesiące więziony w Warszawie. 1929-1933 współpracował z Krajową Redakcją KPP. Od 1927 sekretarz miesięcznika literackiego „Dźwignia”. Od 1925 publikował w „Wiadomościach Literackich”. W 1934 faktycznie zerwał z KPP. Przyłączył się do krytyki stalinizmu przez antystalinowskie prądy w ruchu komunistycznym krytykujące „biurokratyczne zniekształcenia w państwie robotniczym”; jednocześnie był przeciwnikiem trockizmu. We wrześniu 1939 przedostał się na Węgry, od 1940 pracował w Komitecie ds. Opieki nad Polskimi Uchodźcami na Węgrzech w Budapeszcie. Współpracował z emigracyjnymi pismami polskimi, od marca 1944 ukrywał się przed Niemcami okupującymi Węgry. VI 1945 wrócił do kraju. Od 1949 r. został objęty zakazem druku, gdyż nie chciał się samokrytycznie odnieść do swoich polemik z KPP z lat 30.; zakaz obowiązywał do 1956 roku. Po wojnie drukował w „Kuźnicy”. Autor książek o Tadeuszu Boyu-Żeleńskim, Konstantym Ildefonsie Gałczyńskim, Henryku Sienkiewiczu i Stanisławie Brzozowskim. Był odznaczony Orderem Sztandaru Pracy II klasy. Od stycznia 1961 przebywał we Francji, gdzie zmarł. Jego zwłoki sprowadzono do kraju i pochowano w Alei Zasłużonych na wojskowych Powązkach (kwatera A22-tuje-3).

## Najważniejsze prace
- Szkice literackie: wybór (1957)
- Tadeusz Żeleński (Boy) (1958)
- O Gałczyńskim (1959)
- Pisarstwo Henryka Sienkiewicza (1960)
- O Brzozowskim i inne szkice (1961)
- Pisma ostatnie (Biblioteka „Kultury”, „Dokumenty” Zeszyt 10)  Paryż (1961)

## Przekłady
- Lew Tołstoj Wojna i pokój
- Fiodor Dostojewski Biedni ludzie
- Aleksy Tołstoj Piotr Pierwszy
- Maksym Gorki Wrogowie: sceny dramatyczne
- Ilia Erenburg Jednym tchem
- Władimir Arsenjew Dersu Uzała
- Michaił Priszwin Korzeń życia i inne opowiadania
- Leonid Leonow Droga na ocean
- Michaił Sałtykow-Szczedrin Poszechońskie dawne dzieje
- Michaił Szołochow Zorany ugór
- Michaił Szołochow Cichy Don (wspólnie z Wacławem Rogowiczem)
- Borys Pilniak Arina (zbiór opowiadań)